# Belegering van Przemyśl
De Belegering van Przemyśl was de langste belegering van de hele Eerste Wereldoorlog en een verpletterende nederlaag voor het Oostenrijks-Hongaarse leger. Przemyśl was een vestingstad gelegen aan de rivier de San en een Galicisch bolwerk. Het beleg van de stad begon op 24 september 1914, maar werd kort gestopt op 11 oktober door een Oostenrijks-Hongaarse tegenaanval. Het beleg werd hervat op 9 november en het garnizoen gaf zich over op 22 maart 1915, na 133 dagen.

## Achtergrond
In augustus 1914 rukten de Russische legers, zowel in Oost-Pruisen (Duitsland als in Galicië, de grootste provincie van de dubbelmonarchie. De opmars in Oost-Pruisen werd al snel afgeslagen door de slagen bij Tannenberg en de Mazurische Meren, maar de Galicische campagne was succesvoller. Generaal Nikolaj Ivanov overweldigde de Oostenrijks-Hongaarse troepen onder Franz Conrad von Hötzendorf tijdens de Slag om Galicië, en het het Oostenrijks-Hongaarse front viel over de gehele lengte meer dan 100 kilometer terug naar de Karpaten. De vesting van Przemyśl was het enige Oostenrijkse bolwerk achter het front dat na 28 september nog standhield. De Russen hadden op dit moment de mogelijkheid om de Duitse industriegebieden in Silezië binnen te vallen en de Duitsers grote voorraden kolen te ontzeggen, waardoor de verdediging van deze stad voor beide bondgenoten van belang was. Vijfendertig kilometer nieuwe loopgraven en 720 kilometer prikkeldraad werd om zeven lijnen gespannen rond Przemyśl. Het fort huisde een militair garnizoen van 127.000 man en 18.000 burgers, volledig ingesloten door zes Russische divisies. Dit garnizoen was een weerspiegeling van het rijke palet aan volkeren en talen in het Oostenrijks-Hongaarse Rijk: de orders van de dag werden er in 15 talen uitgegeven. Oostenrijkers, Polen, Joden en Oekraïners woonden samen in de stad die voortdurend onder vuur lag van Russische artillerie en eiste een hoge tol in de vorm van vele gewonden en doden, maar ook zieken door de gebrekkige voedselvoorraden. Deze feiten leidden tot wederzijds wantrouwen en raciale spanningen.

## Eerste belegering

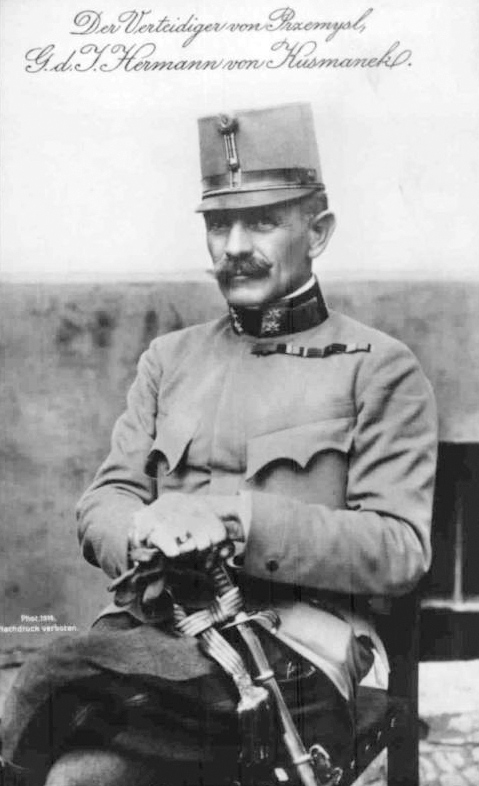
Hermann Kusmanek von Burgneustädten, hoofd van het Oostenrijkse garnizoen

Op 24 september begon generaal Radko Dimitriev, commandant van het Russische Derde Leger de belegering van de vesting. Hij had echter veel te weinig geschikte artillerie en lanceerde, in plaats van te wachten tot het Russische opperbevel meer kanonnen stuurde, een aanval op het fort om de aanvoer van Oostenrijkse versterkingen te voorkomen. Gedurende drie dagen vielen de Russen vruchteloos aan, ten koste van 40.000 slachtoffers. Toen dit aan de gang was lanceerde generaal Paul von Hindenburg een offensief tegen Warschau. In combinatie met de Duitse aanval probeerde generaal Svetozar Boroevic von Bojna Przemyśl te ontzetten. Generaal Dimitriev hief het beleg "voor onbepaalde duur" op en trok zijn troepen terug over de San. Conrad von Hötzendorf had gehoopt dat de gecombineerde aanval van Boroevic de Russen een zware klap zou toebrengen.
Anderhalve maand hielpen de Duitsers de Oostenrijkers met de ontzetting van de stad. De burgers werden bevolen de stad meteen te verlaten, om het ernstige voedseltekort in te dammen.

## Tweede belegering
Op 31 oktober werd Hindenburg bij de Wisla verslagen en brak zijn aanval op Warschau af. Daarom moest Boroevic zich terugtrekken tot achter de San en zag af van een door Conrad von Hötzendorf voorgesteld offensief. Op 9 november werd de belegering door de Russen heropgestart. Dimitrievs leger werd echter een terugtocht gedwongen naar het noorden, dus het Russische 11de Leger onder generaal Andrei Nikolajevitsj Selivanov nam het beleg over. Selivanov maakte een einde aan de frontale aanvallen van Dimitriev en liet in de plaats daarvan zijn troepen defensieve stellingen betrekken om zo de Oostenrijkers elke toegang tot de buitenwereld te ontzeggen en het garnizoen uit te hongeren. Medio december 1914 beukten de Russen voortdurend met hun zwaarste artillerie in op de forten rond de stad om deze tot overgave te dwingen. Tijdens de winter 1914-1915 bleef het Habsburgse leger proberen de omsingeling te doorbreken. Maanden van hevige gevechten leidden tot zeer grote verliezen, grotendeels door bevriezing en ziekte, maar leidden niet tot het einde van het beleg.
In februari 1915 begon Boerovic een nieuwe aanval om Przemyśl te ontzetten.
Tegen het einde van de maand werden alle pogingen tot ontzetting bloedig afgeslagen en informeerde Hötzendorf generaal Hermann Kusmanek von Burgneustädten dat de vesting tijdelijk zou worden opgegeven. Przemyśl werd aan zijn lot overgelaten. Selivanov had op dit moment voldoende artillerie om de forten (al dan niet een voor één) te vernietigen. De Russen veroverden op 13 maart een fort te noorden van de stad maar verdere aanvallen werden door de Oostenrijkers in hun geïmproviseerde versterkingen gedurende een tijdje afgeslagen, genoeg voor generaal Kusmanek om alles wat voor de Russen van waarde zou kunnen zijn te vernietigen. Op 19 maart probeerde Kusmanek weer uit te breken, maar zijn uitvallen werden afgeslagen en hij werd gedwongen zich terug te trekken in de stad. Met geen kruimel voedsel meer in de stad, werd Kusmanek gedwongen zich over te geven. Op 22 maart gaf het resterende garnizoen van 117.000 man zich over aan de Russen. Onder de gevangen waren negen generaals, 93 stafofficieren en 2500 andere hoge ambtenaren.

## Het leven in de belegerde stad

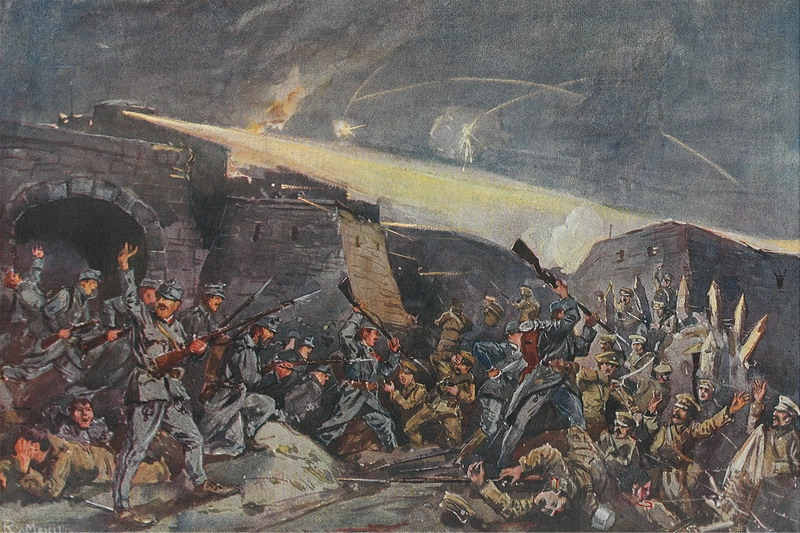
Geromantiseerd Oostenrijks schilderij over het beleg

Verschillende soldaten en inwoners die het hebben overleefd hadden een dagboek waarin ze hun verhaal neerpenden over het leven in de stad tijdens de belegering. Het dagboek van Josef Thomann, een Oostenrijkse dokter in militaire dienst, onthult de resultaten van de activiteiten van de garnizoensofficieren:
"De ziekenhuizen wierven tienermeisjes aan als verpleegsters. Zij krijgen 120 kronen per maand en gratis eten. Ze zijn, met zeer weinig uitzonderingen, nutteloos. Hun hoofdtaak is om aan de lusten van de hoge officieren te voldoen, en, nogal beschamend, van een aantal artsen ook. Dagelijks komen er nieuwe gevallen van syfilis , gonorroe en sjanker bij. De arme meisjes voelen zich zo gevleid als een van deze verderfelijke varkens [officieren] opstaan en met hen beginnen te praten in hun smetteloze uniformen, met glimmende laarzen en knopen."
Andere dagboeken vertellen over de alomtegenwoordigheid van honger en ziekten zoals cholera. In het dagboek van Helena Jablonska, een van middelbare leeftijd, zeer rijke Poolse vrouw staat haar visie op de raciale spanningen in de stad:
"Joodse vrouwen beroven je in de kelders van je waardevolste bezittingen" en op 18 maart 1915 schreef ze: "De joden verwijderen de uithangborden van hun winkels zeer snel, zodat niemand meer kan zien wat van wie is. Ze zijn al zo rijk geworden door te stelen uit de zakken van die arme soldaten en nu willen ze natuurlijk allemaal weglopen". Zodra de Russen in maart de stad veroverden verslechterde het lot van de plaatselijke joden en merkte ze op: "De Kozakken wachtten de joden op totdat ze naar de synagoge gingen, om hen dan te verjagen en te mishandelen met zweepslagen. Ik hoorde zo veel geklaag en kreten van wanhoop. Sommige joden zijn in kelders ondergedoken. Ik vrees echter dat ze daar niet veiliger zijn."

## Communicatie met de buitenwereld
Tijdens dit beleg werd 's werelds eerste luchtpostverbinding ingevoerd. Zevenentwintig keer vlogen deze vliegtuigen, met aan boord ansichtkaarten en militaire bevelen, over en weer. Na een noodlanding werd de lading van één vlucht door de Russen in beslag genomen en doorgestuurd naar Sint-Petersburg voor eventuele informatie te krijgen over de situatie binnen de stad. Ook enkele onbemande ballonnen werden met briefkaarten opgelaten. Duiven werden vooral voor belangrijke militaire meldingen gebruikt.

## Gevolgen
De val van Przemyśl deed veel mensen geloven dat de Russen een offensief in Hongarije gingen starten. Dit offensief kwam er nooit, maar het verlies van Przemyśl, inclusief het grote garnizoen, was een grote klap voor het Oostenrijkse moreel. De Russen behielden de stad tot de zomer van 1915, toen het succesvolle Gorlice-Tarnów-offensief begon en ze honderden kilometers achteruit gedreven werden. Przemyśl bleef in Oostenrijk-Hongaarse handen tot oktober 1918, toen Oost-Galicië zich van het uiteenvallende rijk afscheurde en zich later bij de nieuw opgerichte staat Polen voegde. Het Oostenrijks-Hongaarse leger zou zich nooit herstellen van de enorme verliezen tijdens deze slag en moesten om iets te kunnen doen, een beroep doen op de Duitsers, zowel op het oostfront als op het Balkanfront.